# Galvano Della Volpe
Galvano Della Volpe (Imola, 1895 – Roma, 1968) foi um professor universitário e filósofo italiano. Na Itália, seu trabalho foi visto por muitos como uma alternativa ao marxismo gramsciano, adotado pelo Partido Comunista Italiano.
Graduado em filosofia pela Universidade de Bolonha, entre 1939 e 1965, foi professor de História da Filosofia ne Universidade de Messina. Ligado inicialmente à tradição de Giovanni Gentile, seu pensamento representou no âmbito do marxismo e da cultura filosófica italiana uma posição original e contra a corrente dominante, retomada nos anos 1960 pelo mais notável dos seus alunos, Lucio Colletti.
Della Volpe foi mantido à margem do PCI, no qual era inscrito desde 1944, e raramente seu nome aparecia nas revistas do partido. Uma aspecto fundamental do seu pensamento é a tentativa de uma estética interpretada no sentido materialista.

## Principais obras
- Crítica do Gosto.
- Lógica como um ciência positiva.
- 'Rousseau e Marx' e Outros Escritos.